# Val Gardena

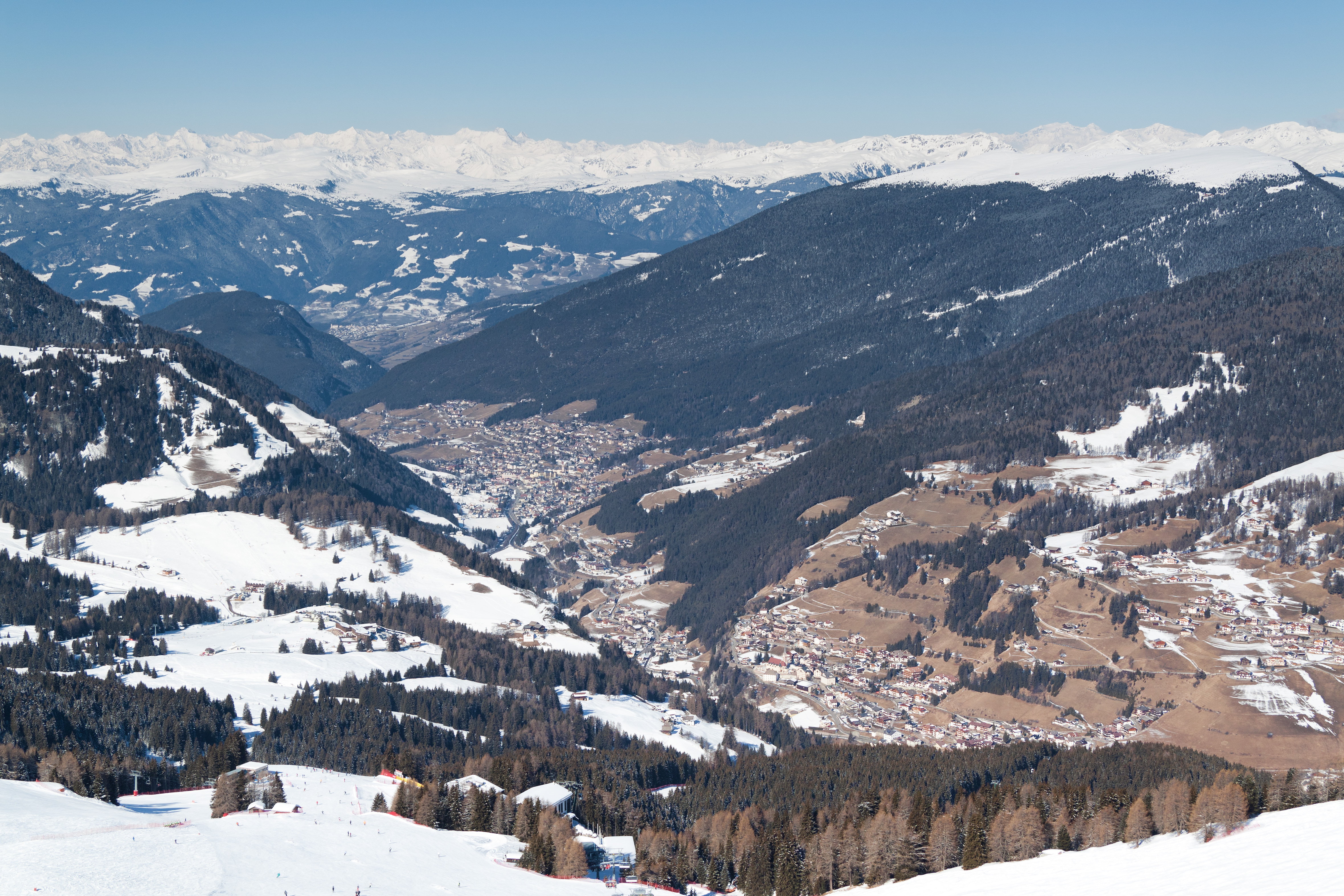
Val Gardena

Val Gardena é um vale nas Dolomitas, norte da Itália. Localizado nos municípios de Ortisei, Selva di Val Gardena e Santa Cristina Valgardena.
A região é afamada pelas pistas de esqui, escaladas em rocha e pelo artesanato em madeira.
Este é uma atividade econômica do vale desde o século XVII, tendo como principais produtos altares e santos para igrejas católicas e brinquedos artesanais, sendo uma boneca articulada um dos mais famosos e colecionáveis.

## Língua ladino-dolomítica
A língua falada na região é a língua ladino-dolomítica. Os falantes do ladino somam pouco mais de 30.000 pessoas, sendo todos bilíngues ou trilíngues, pois a língua majoritária de Bolzano é o alemão e todos falam também italiano. 
Exemplo de Ladin de Gherdëina— " La bolp fova inò n iede arfameda. Te chëla vëijela n corf che tën n tòch de ciajuel te si bech. "Chël me savëssa bon", se ala mpensà y à cherdà l corf: "Ce bel che te ies! Sce te ciantes tan bel coche te cëles ora, pona ies dessegur tu l plu bel ucel de duc."

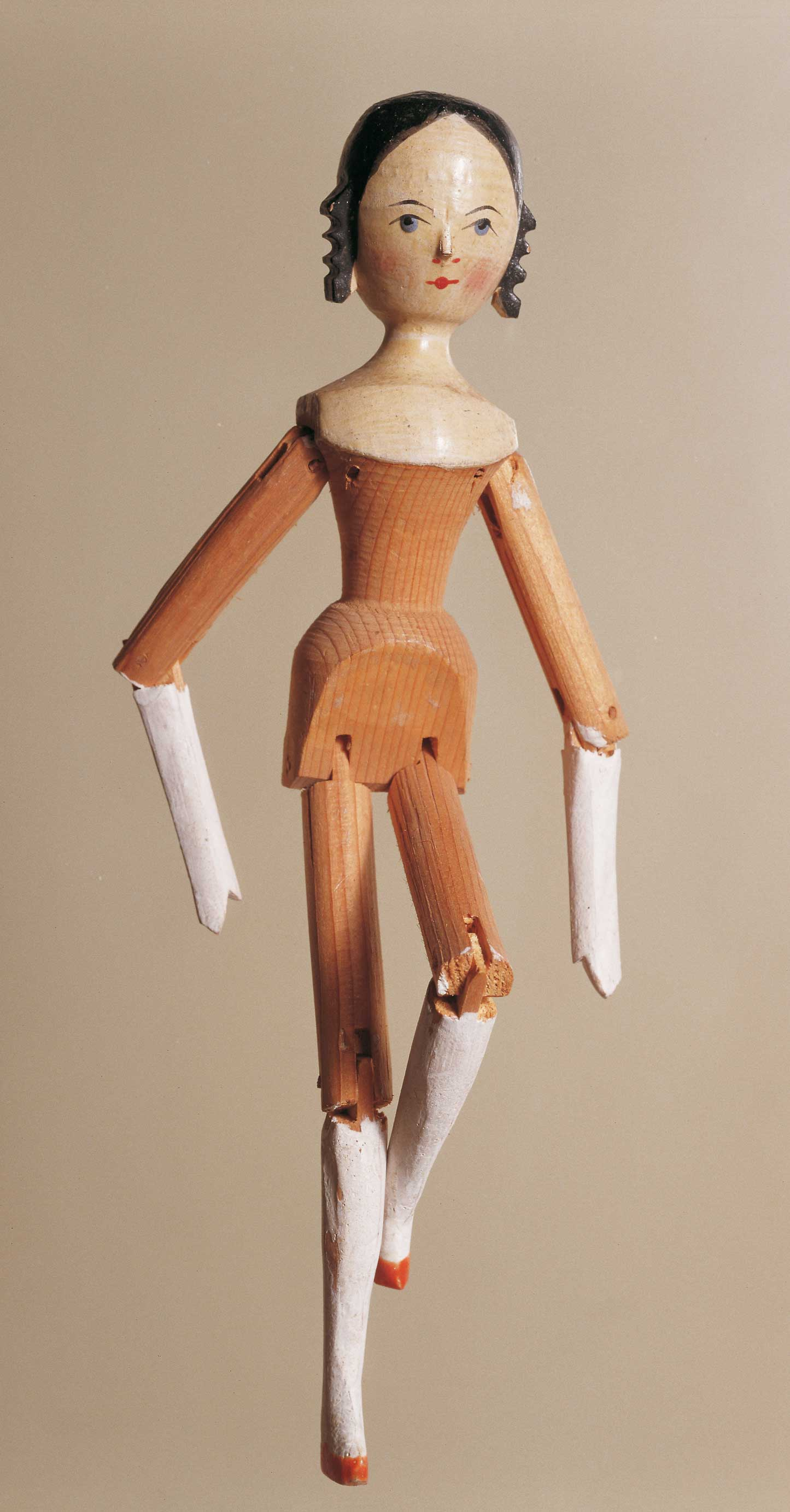
Boneca do século XIX
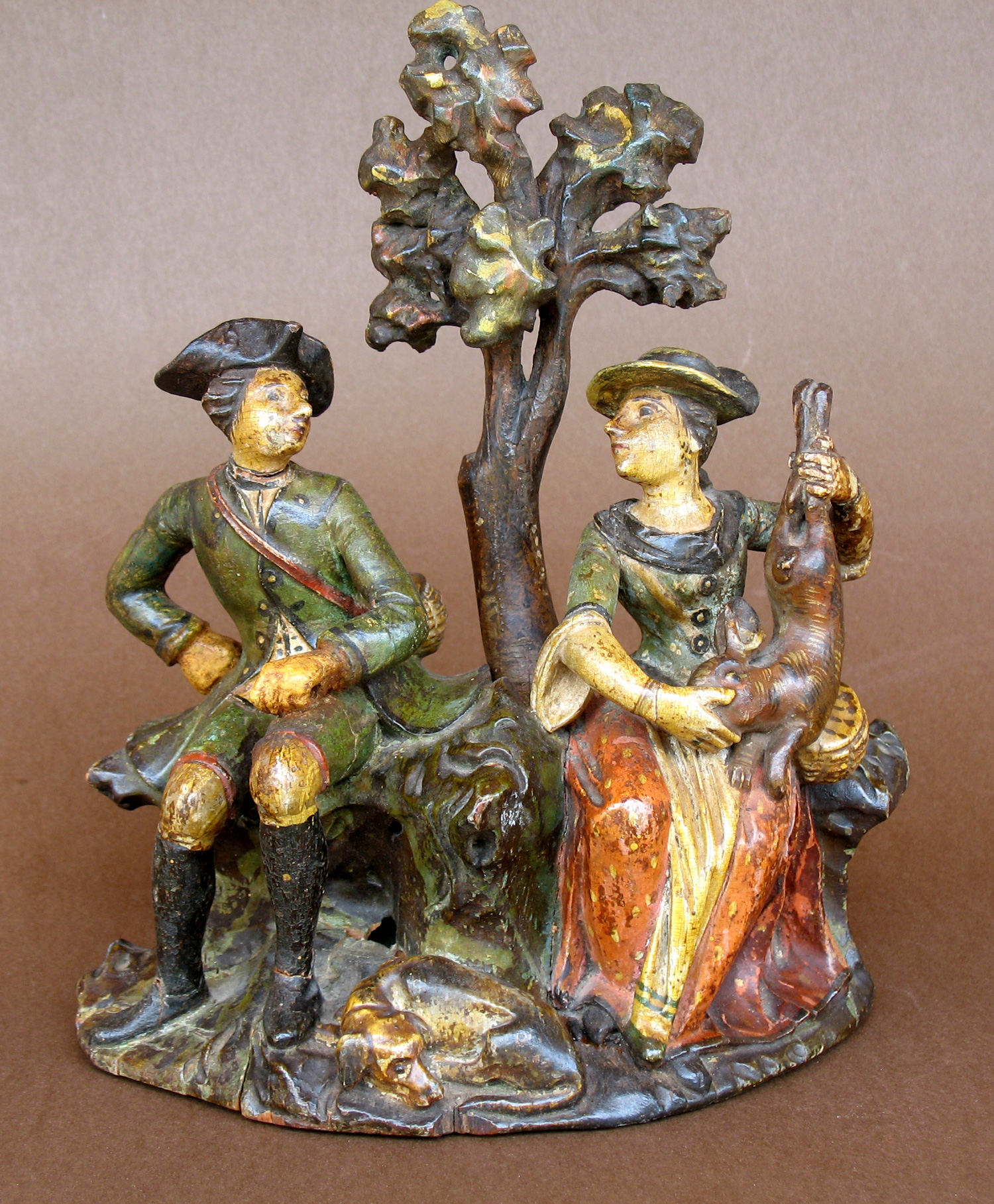
Grupo do século XVIII
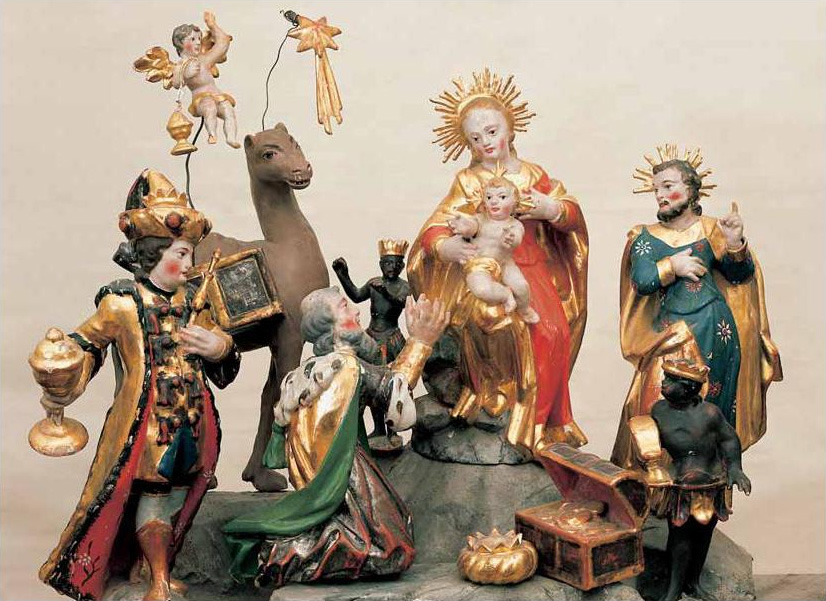
Presépio, c.1700
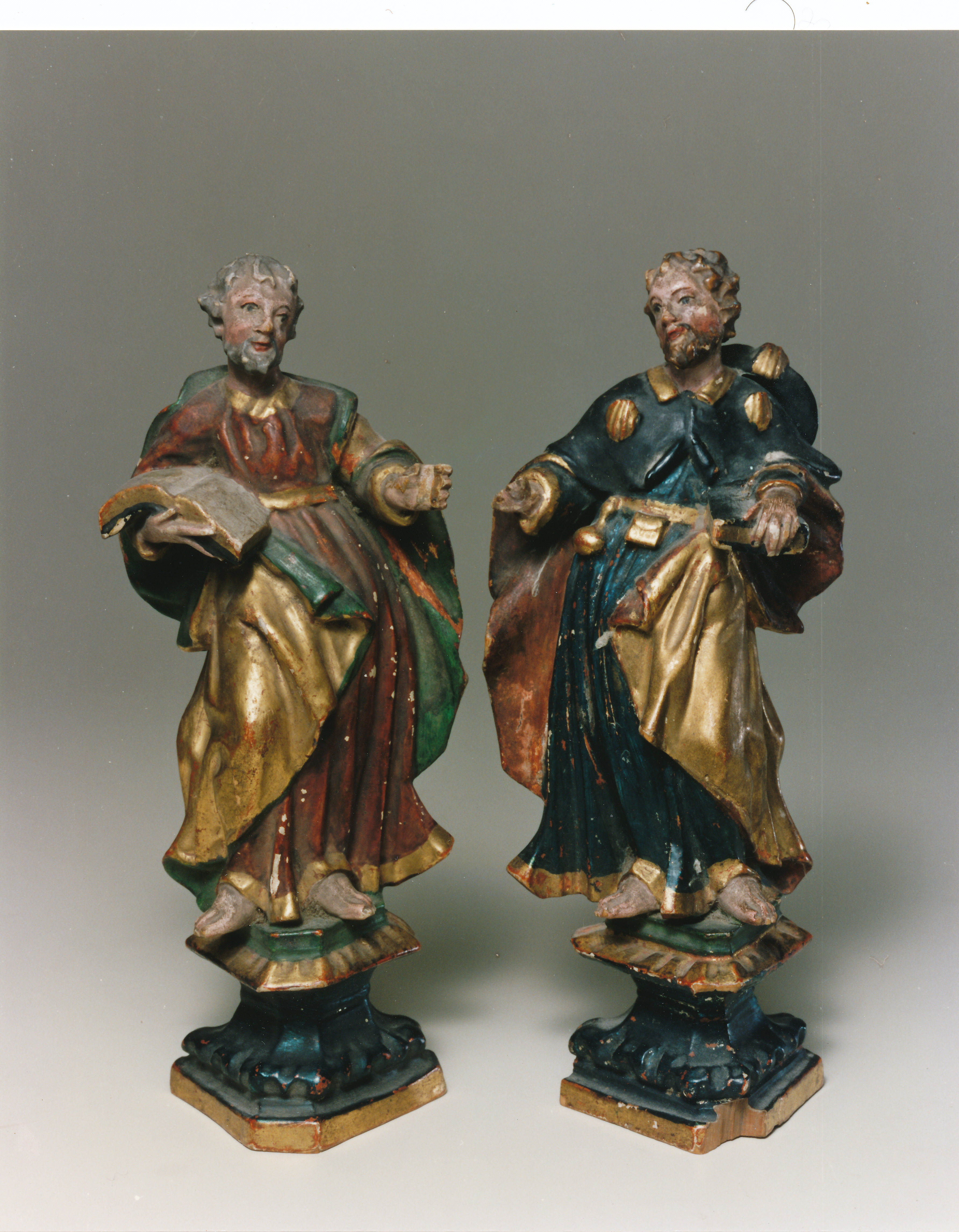
Imagens de João Batista, século XVIII.